# Luis Cangá
Luis David Cangá Sánchez (Guayaquil, 18 giugno 1995) è un calciatore ecuadoriano, difensore dell'Universidad Católica.

## Palmarès

### Club

#### Competizioni nazionali
- Campionato ecuadoriano: 1

Delfín: 2019